# Трус Анатолій Михайлович
Анатолій Михайлович Трус (біл. Анатоль Міхайлавіч Трус; *30 травня 1910, село Низок, Узденський район — †7 вересня 1989, Вітебськ) — білоруський актор. Народний артист Білорусі (1955).

## Біографія
Закінчив художній технікум у Вітебську (1930), студію БДТ-2 (1931). Працював у Білоруському національному драматичному театрі імені Якуба Коласа (до 1986).

## Ролі в театрах
- Старець («Розкидане гніздо», Янка Купала)
- Матвій («Нестерко», В. Вольський)
- Андрій Прозаров («Три сестри», Антон Чехов)
- Лір («Король Лір», Вільям Шекспір)

## Фільмографія
1980 Атланти і кориятиди
1955 Посіяли дівчата льон
1943 Живи, рідна Білорусь!; батько

## Пам'ять
У Вітебську на будинку (перехрестя Леніна і Купали), де жив актор, встановлена меморіальна дошка.